# Terminal Aérea (estación)
Terminal Aérea es una de las estaciones que forman parte del Metro de la Ciudad de México, perteneciente a la Línea 5. Se ubica al oriente de la Ciudad de México, en la alcaldía Venustiano Carranza.

## Historia
La Línea 5 del Metro de la Ciudad de México fue construida por Cometro, una subsidiaria de Empresas ICA; La estación de metro Terminal Aérea fue inaugurada el 19 de diciembre de 1981, el primer día del entonces servicio Consulado-Pantitlán. La estación de metro Terminal Aérea se construyó bajo tierra, con pisos de mármol Santo Tomás, paredes de mármol travertino y plafones de estuco de textura rústica. En el interior, hay seis murales pintados por David Lach dentro de la estación y el logotipo de la estación representa un avión frente a una torre de control.
Entre la interestación Oceanía-Terminal Aérea, que tiene 1.174 metros de largo, la vía va desde el nivel de la calle hasta el subterráneo, y cuando se abrió la vía tenía una pendiente de 4,9%. Para el túnel interestacional Terminal Aérea-Hangares, se construyeron muros pantalla utilizando el método de Milán, y tiene 1,153 metros de largo.
Cerca de la estación esta el Peñón de los Baños, los trabajadores encontraron restos de mamuts, bisontes, caballos, camellos, aves y peces, así como un asentamiento teotihuacano.
Antes de que se construyera la estación, el Aeropuerto Internacional de la Ciudad de México contaba con el servicio de la estación Aeropuerto de la Línea 1 , ubicada a 15 cuadras de distancia. Después de que se construyó la estación de metro Terminal Aérea, la gente todavía salía de Aeropuerto debido al nombre confuso y al pictograma, la silueta de un avión. Fue hasta 1997 que la estación pasó a llamarse "Boulevard Puerto Aéreo" y se reemplazó el logo por un pictograma de un puente con una cúpula debajo, en referencia a las características locales.

## Información general
Toma su nombre de estar ubicada junto a la terminal 1 del Aeropuerto Internacional de la Ciudad de México. El símbolo representa una torre de control de un aeropuerto y en primer plano la silueta de un avión.

### Patrimonio

#### Murales
En 1981 el artista mexicano David Lachse encarga de plasmar 14 murales de fibra de vidrio, seis murales en la estación Terminal Aérea llamados: Paisajes Cálidos y Fríos y ocho más en Santa Anita.

### Afluencia
El número total de usuarios en 2014 para la estación "Terminal Aérea" fue de 5,180,917, el número de usuarios promedio para el mismo año fue el siguiente:
| Tipo de día   | Afluencia promedio estación "Hangares" |
| ------------- | -------------------------------------- |
| Día festivo   | 10,784                                 |
| Día laboral   | 15,400                                 |
| Fin de semana | 11,569                                 |
| Anual         | 14,182                                 |

En 2019, la estación tuvo un promedio diario de pasajeros de 18.389 pasajeros, lo que la convirtió en la 96.ª estación más concurrida de la red y la cuarta más concurrida de la línea.
La siguiente tabla muestra la afluencia de la estación en los últimos 10 años:
| Afluencia Anual de Pasajeros | Afluencia Anual de Pasajeros | Afluencia Anual de Pasajeros | Afluencia Anual de Pasajeros | Afluencia Anual de Pasajeros | Afluencia Anual de Pasajeros |
| ---------------------------- | ---------------------------- | ---------------------------- | ---------------------------- | ---------------------------- | ---------------------------- |
| Año                          | Afluencia                    | A Diario                     | Ranking Anual                | Aumento%                     | Ref.                         |
| 2023                         | 5,718,207                    | 15,666                       | 79°/195                      | -0.15%                       | [ 15 ]                       |
| 2022                         | 5,727,082                    | 15,690                       | 69°/195                      | +29.58%                      | [ 16 ]                       |
| 2021                         | 4,419,693                    | 12,108                       | 64°/195                      | +12.09%                      | [ 17 ]                       |
| 2020                         | 3,943,045                    | 10,773                       | 92°/195                      | -41.25%                      | [ 18 ]                       |
| 2019                         | 6,712,062                    | 18,389                       | 96°/195                      | +1.13%                       | [ 19 ]                       |
| 2018                         | 6,637,343                    | 18,184                       | 100°/195                     | +5.65%                       | [ 20 ]                       |
| 2017                         | 6,282,484                    | 17,212                       | 105°/195                     | +2.70%                       | [ 21 ]                       |
| 2016                         | 6,117,190                    | 16,713                       | 108°/195                     | +3.03%                       | [ 22 ]                       |
| 2015                         | 5,937,008                    | 16,265                       | 106°/195                     | +3.53%                       | [ 23 ]                       |
| 2014                         | 5,734,509                    | 15,710                       | 108°/195                     | +3.57%                       | [ 24 ]                       |

## Conectividad

### Salidas
- Oriente: Circuito Interior Boulevard Puerto Aéreo (entrada a la terminal 1 del Aeropuerto de la Ciudad de México), Pueblo Peñón de los Baños.
- Poniente: Circuito Interior Boulevard Puerto Aéreo entre Norte 33 y Oriente 33, Colonia Moctezuma 2ª Sección.

## Sitios de interés
- Aeropuerto Internacional de la Ciudad de México